# 弥萨瓢蜡蝉属
弥萨瓢蜡蝉属（学名：Sarimissus）是瓢蜡蝉科下的一个属。

## 下属物种
本属包括以下物种：
- 双突弥萨瓢蜡蝉 Sarimissus bispinus Meng, Qin et Wang